# Стойчо Стоїлов
Стойчо Стоїлов (болг. Стойчо Стоилов, нар. 15 жовтня 1971, Благоєвград) — болгарський футболіст, що грав на позиції півзахисника.
Виступав за кілька болгарських клубів, німецький «Нюрнберг», а також національну збірну Болгарії, у складі якої став учасником чемпіонату світу 1998 року.

## Клубна кар'єра
У дорослому футболі дебютував 1989 року виступами за команду «Пірін» (Благоєвград), в якій провів один сезон.
З 1990 року грав за ЦСКА (Софія), з яким став чемпіоном Болгарії у сезоні 1991/92. Після цього повернувся у «Пірін» (Благоєвград), де провів два роки, а сезон 1994/95 провів знову у ЦСКА (Софія). В подальшому грав за клуби «Добруджа» та «Літекс», з останнім з яких двічі поспіль виграв чемпіонат Болгарії у 1998 та 1999 роках.
Влітку 1999 року перейшов у німецький клуб з Другої Бундесліги «Нюрнберг». У перших двох сезонах був основним гравцем команди і за результатами другого з них зайняв з командою перше місце і вийшов до вищого дивізіону. 28 липня 2001 року він дебютував у Бундеслізі, вийшовши в основному складі в гостьовому матчі з дортмундською «Боруссією». Втім за сезон 2001/02 зіграв лише 8 матчів і по його завершенні покинув клуб.
У 2002 році Стоїлов повернувся в Болгарію, в клуб «Літекс». Там він став капітаном, але зламав ногу в поєдинку з софійським ЦСКА. 14 листопада того ж року футболіст отримав три кульові поранення від колишнього військовослужбовця Симеона Мечева після дорожньої суперечки. Стоїлов зумів відновитися, але цей інцидент поклав кінець його професійній футбольній кар'єрі. Злочинець був засуджений до 10 років в'язниці, втім був достроково звільнений у серпні 2011 року.
Згодом Стоїлов став працювати в управлінні клубу «Літекс».
Завершив професійну ігрову кар'єру у клубі «Літекс», у складі якого вже виступав раніше. Прийшов до команди 2002 року, захищав її кольори до припинення виступів на професійному рівні у 2003.

## Виступи за збірну
25 березня 1998 року дебютував в офіційних іграх у складі національної збірної Болгарії в гостьовому товариському матчі проти Македонії, вийшовши на заміну в середині другого тайму. Через місяць він забив свій перший і єдиний гол за національну команду, відзначившись у домашній товариській грі з Марокко.
У складі збірної був учасником чемпіонату світу 1998 року у Франції, але на поле в рамках турніру так і не вийшов. Всього протягом кар'єри у національній команді, яка тривала 4 роки, провів у формі головної команди країни 11 матчів, забивши 1 гол.

## Титули і досягнення
- Чемпіон Болгарії (3):

ЦСКА (Софія): 1991–92
«Левскі»: 1997–98, 1998–99